# Sculptură populară (Gordinești)
Sculptură populară este un ansamblu de sculpturi vernaculare amplasat în Gordinești, raionul Edineț, Republica Moldova. Este un monument de artă de importanță națională inclus în Registrul monumentelor Republicii Moldova ocrotite de stat cu nr. 927 (raionul Edineț). Datează de la înc. sec. XX.